# Ron Selmour
Ronald „Ron“ Selmour (* in Haiti) ist ein kanadischer Schauspieler und Synchronsprecher.

## Leben
Selmour wurde auf der karibischen Insel Haiti geboren. Er spricht Englisch, Französisch und Kreol fließend sowie passables Spanisch. Er erhielt ein Stipendium an der American Musical and Dramatic Academy in New York City. Ab Ende der 1990er Jahre übernahm er in einer Reihe von Fernsehserien verschiedene Episodenrollen. 1999 war er in drei Episoden der Fernsehserie Da Vinci’s Inquest in der Rolle des Vincent Marx zu sehen. 2002 folgte später eine Episodenrolle als Roy in derselben Serie. 2004 wirkte er in insgesamt acht Episoden der Fernsehserie Kingdom Hospital mit. 2006 spielte er im Katastrophenfernsehfilm Vulkanausbruch in New York mit. Es folgten 2007 Besetzungen in den Filmen Unsichtbar – Zwischen zwei Welten, Schwerter des Königs – Dungeon Siege, Spiel mit der Angst sowie Nebenrollen in den Blockbustern 2012 und Tron: Legacy wenige Jahre später. Wiederkehrende Rollen hatte er in den Fernsehserien Sanctuary – Wächter der Kreaturen, Arrow, Klondike und Get Shorty inne. Ab 2022 übernahm er die Rolle des Agent Jim Sponson in sieben Episoden im Netflix Original The Imperfects.

## Filmografie (Auswahl)
- 1998: Millennium – Fürchte deinen Nächsten wie Dich selbst (Millennium, Fernsehserie, Episode 2x18)
- 1998–2001: Outer Limits – Die unbekannte Dimension (The Outer Limits, Fernsehserie, 2 Episoden)
- 1999: The Crow – Die Serie (The Crow: Stairway to Heaven, Fernsehserie, Episode 1x19)
- 1999: Viper (Fernsehserie, Episode 4x20)
- 1999: G-Saviour (Fernsehfilm)
- 1999: Virtual Reality – Kampf ums Überleben (Harsh Realm, Fernsehserie, Episode 1x01)
- 1999: Silencer – Lautlose Killer (The Silencer)
- 1999: Little Boy Blues
- 1999: Da Vinci’s Inquest (Fernsehserie, 3 Episoden)
- 2000: Geheimprojekt X – Dem Bösen auf der Spur (Strange World, Fernsehserie, Episode 1x05)
- 2000: Seven Days – Das Tor zur Zeit (Seven Days, Fernsehserie, Episode 2x17)
- 2000: Holiday Heart (Fernsehfilm)
- 2000: First Wave – Die Prophezeiung (First Wave, Fernsehserie, Episode 3x16)
- 2000: A Good Burn
- 2000–2002: Dark Angel (Fernsehserie, 2 Episoden, verschiedene Rollen)
- 2001: Freddy Got Fingered
- 2001: Strange Frequency (Fernsehserie, Episode 1x01)
- 2001: Suddenly Naked
- 2001: Bones – Bis auf die Knochen (Bones)
- 2001: UC: Undercover (Fernsehserie, Episode 1x07)
- 2002: Liberty Stands Still
- 2002: Da Vinci’s Inquest (Fernsehserie, Episode 5x06)
- 2002: Fade to Black (Kurzfilm)
- 2003: Gelegenheit macht Liebe (A Guy Thing)
- 2003: 1st to Die (Fernsehfilm)
- 2003: Partyalarm – Finger weg von meiner Tochter (My Boss’s Daughter)
- 2003: Tru Calling – Schicksal reloaded! (Tru Calling, Fernsehserie, Episode 1x02)
- 2003: Jake 2.0 (Fernsehserie, Episode 1x11)
- 2003: Jeremiah – Krieger des Donners (Jeremiah, Fernsehserie, Episode 2x11)
- 2004: Mordmotiv: Rache (The Survivors Club, Fernsehfilm)
- 2004: Riddick: Chroniken eines Kriegers (The Chronicles of Riddick)
- 2004: Meltdown (Fernsehfilm)
- 2004: Kingdom Hospital (Fernsehserie, 8 Episoden)
- 2004: Deep Evil (Fernsehfilm)
- 2004: Dead Zone (The Dead Zone, Fernsehserie, Episode 3x10)
- 2004: Battlestar Galactica (Fernsehserie, Episode 1x03)
- 2004: Blade: Trinity
- 2004: Human Cargo (Miniserie, 3 Episoden)
- 2004–2008: Smallville (Fernsehserie, 3 Episoden, verschiedene Rollen)
- 2005: The Collector (Fernsehserie, Episode 2x05)
- 2005: After Tomorrow
- 2005: The L Word – Wenn Frauen Frauen lieben (The L Word, Fernsehserie, Episode 2x10)
- 2005: Fighting the Odds: The Marilyn Gambrell Story (Fernsehfilm)
- 2006: Vulkanausbruch in New York (Disaster Zone: Volcano in New York, Fernsehfilm)
- 2006: Comeback Season
- 2006: Hard Corps (The Hard Corps)
- 2006: Black Christmas
- 2006: Under the Sycamore Tree
- 2007: Unsichtbar – Zwischen zwei Welten (The Invisible)
- 2007: Schwerter des Königs – Dungeon Siege (In the Name of the King: A Dungeon Siege Tale)
- 2007: Spiel mit der Angst (Butterfly on a Wheel)
- 2007: Fallen (Miniserie, Episode 1x01)
- 2008: Psych (Fernsehserie, Episode 2x12)
- 2008: Impulse – Tödliche Begierde (Impulse)
- 2008: Tödliche Verschwörung (Lost Behind Bars, Fernsehfilm)
- 2008: Stargate Atlantis (Stargate: Atlantis, Fernsehserie, Episode 5x18)
- 2009: 2012
- 2010: Caprica (Fernsehserie, Episode 1x08)
- 2010: Tron: Legacy
- 2010–2011: Sanctuary – Wächter der Kreaturen (Sanctuary, Fernsehserie, 3 Episoden)
- 2011: Sucker Punch
- 2011: True Justice (Fernsehserie, Episode 1x04)
- 2013: Red Widow (Fernsehserie, Episode 1x05)
- 2013: Bad Seeds (Fernsehserie, 3 Episoden)
- 2013: Rogue Files: Reparation (Miniserie, Episode 1x07)
- 2013–2014: Arrow (Fernsehserie, 4 Episoden)
- 2014: Klondike (Miniserie, 4 Episoden)
- 2014: Cohesion (Kurzfilm)
- 2014: The Grim Sleeper
- 2014: Witches of East End (Fernsehserie, Episode 2x02)
- 2015: The Arrangement
- 2015: Continuum (Fernsehserie, 2 Episoden)
- 2015: Minority Report (Fernsehserie, Episode 1x08)
- 2015: Supernatural (Fernsehserie, Episode 11x09)
- 2016: iZombie (Fernsehserie, Episode 2x13)
- 2018: Legends of Tomorrow (DC’s Legends of Tomorrow, Fernsehserie, Episode 4x07)
- 2019: Variance (Kurzfilm)
- 2019: Get Shorty (Fernsehserie, 5 Episoden)
- 2020: Batwoman (Fernsehserie, Episode 1x18)
- 2020: Chilling Adventures of Sabrina (Fernsehserie, 2 Episoden)
- 2021: Van Helsing (Fernsehserie, Episode 5x07)
- 2021: The Blind (Kurzfilm)
- 2021: Man Alone (Kurzfilm)
- 2021: Cohesion: Director’s Cut (Kurzfilm)
- 2021: Riverdale (Fernsehserie, Episode 5x15)
- 2022: The Deep Blue Tomorrow (Kurzfilm)
- 2022: Contrition (Kurzfilm)
- 2022: The Imperfects (Fernsehserie, 7 Episoden)

## Synchronisationen (Auswahl)
- 2000: Protection
- 2004: Def Jam: Fight for NY (Videospiel)
- 2011: Tough West (Animationsfilm)